# Antonio Montilla
Antonio Montilla (* 1. November 1935 in Sabana Grande oder in Trujillo (Venezuela) oder in Ciudad Guayana) ist ein ehemaliger venezolanischer Radrennfahrer.

## Sportliche Laufbahn
Montilla war Straßenradsportler und auch im Bahnradsport aktiv. Er war Teilnehmer der Olympischen Sommerspiele 1956 in Melbourne. Im olympischen Straßenrennen schied er aus. Das Team aus Venezuela mit Antonio Montilla, Arsenio Chirinos, Domingo Rivas und Franco Cacioni kam nicht in die Mannschaftswertung im Straßenrennen. In der Mannschaftsverfolgung schied der Bahnvierer aus Venezuela mit Antonio Montilla, Arsenio Chirinos, Domingo Rivas und Franco Cacioni in der Vorrunde aus.
Bei den Zentralamerika- und Karibikspielen 1954 gewann er die Silbermedaille in der Mannschaftsverfolgung. 1959 gewann er Gold im Straßenrennen und in der Mannschaftsverfolgung bei den Zentralamerika- und Karibikspielen. 1962 gewann Venezuela mit Antonio Montilla bei den Zentralamerika- und Karibikspielen das Mannschaftszeitfahren, Montilla holte Bronze in der Einerverfolgung und in der Mannschaftsverfolgung. Die Mexiko-Rundfahrt 1961 beendete er auf dem 8. Rang.